# Baitul Mukarram

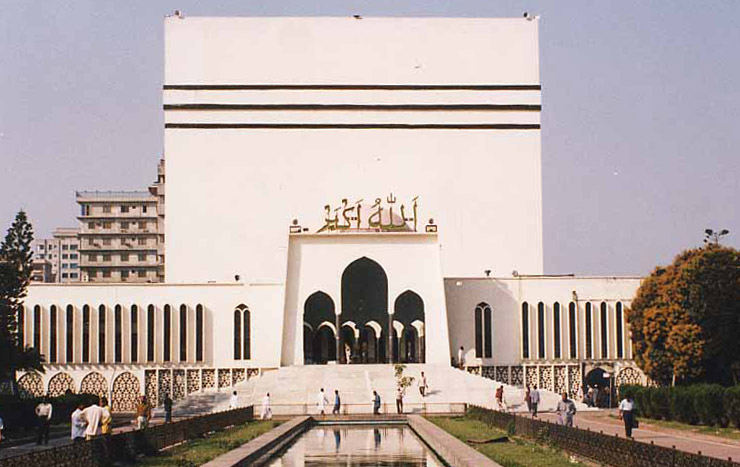
Baitul Mukarram. Moskéns struktur påminner om Kaba i Mekka.

Baitul Mukarram (bengali: বায়তুল মুকাররাম, Bāẏtul Mukārram; arabiska: بيت المكرّم; "Det Heliga Huset") är den nationella moskén i Bangladesh. Den uppfördes 1960 och är belägen nära hjärtat av huvudstaden Dhaka.